# Università di Banja Luka
L'Università di Banja Luka (serbo: Универзитет у Бањој Луци oppure Univerzitet u Banjoj Luci), è un ateneo situato nell'omonima città, ubicata nella parte settentrionale della Bosnia ed Erzegovina.
Venne fondata nel 1975 ed è la seconda istituzione universitaria nel paese per grandezza e numero di studenti.

## Facoltà
L'ateneo è composto da 12 facoltà:
- Accademia di Belle Arti
- Architettura and Ingegneria civile
- Economia
- Elettrotecnica
- Filosofia
- Ingegneria meccanica
- Medicina
- Agraria
- Giurisprudenza
- Scienze Matematiche, Naturali
- Tecnologia
- Scienze forestali